# ニューホランド (オーストラリア)

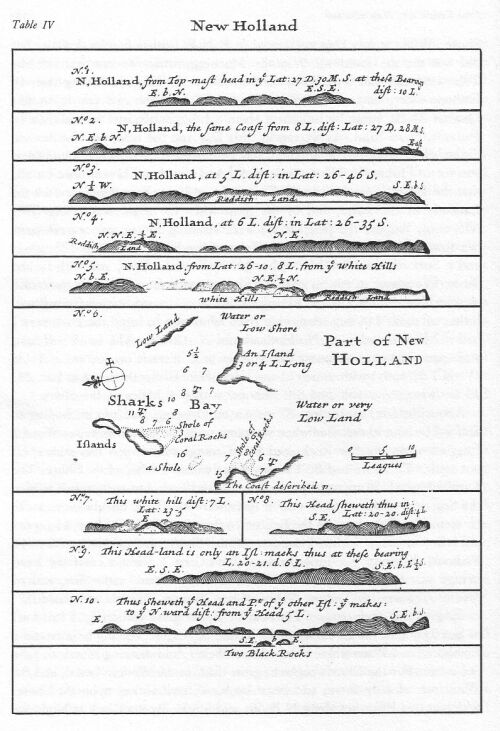
ウィリアム・ダンピアによるニューホランドの地図（1699年）

ニューホランド（英: New Holland, 蘭: Nieuw-Holland ニーウホラント）は、オーストラリア大陸の歴史的名称。1644年、アベル・タスマンによりノヴァ・ホランディア（羅: Nova Hollandia）と名付けられて以来、180年間使用された。
18世紀の航海家ウィリアム・ダンピアの手記に確認される。
1788年、大陸最初の植民地ニューサウスウェールズが南東部の名称として用いられると、ニューホランドはニューサウスウェールズに併合されていない土地、後に西オーストラリアを指し示す言葉に変容した。
1824年、マシュー・フリンダースがオーストラリアの呼称を推挙し、イギリス本国の公式許可を得ることにより、大陸名称は変更された。
19世紀末まで、オランダではニーウホラント（Nieuw-Holland）がオーストラリアを指す名称として残った。

## 参照
1. ↑   Dampier, William,(1981)  A voyage to New Holland : the English voyage of discovery to the South Seas in 1699 edited with an introduction by James Spencer. Gloucester : Alan Sutton. ISBN 0904387755